# Csaba Kesjár
Csaba Kesjár (Budapest, 9 febbraio 1962 – Norimberga, 24 giugno 1988) è stato un pilota automobilistico ungherese.

## Biografia
Proveniente da una famiglia amante degli sport motoristici. Suo padre János Kesjár aveva vinto 15 titoli di campionato in varie classi di sport motoristici nel dopoguerra. Nel 1985 ha conseguito una laurea in ingegneria meccanica presso l'Università di Tecnologia e di Economia di Budapest

## Carriera
Inizia la carriera con i kart nel 1975 poco più che tredicenne, vincendo il Campionato ungherese giovanile nel 1977 dopo essere arrivato negli anni scorsi terzo, conquistando il Campionato di seconda divisione ungherese nel 1979 e vincendo nel 1980 e nel 1981 il titolo ungherese nella categoria internazionale. Nel 1982 partecipa alla Formula Easter vincendo il titolo già alla prima stagione, finendo terzo per le successive tre stagioni.
Nel 1986 corre sia nel Campionato ungherese di velocità in montagna vincendo il titolo, che nella Formula Ford austriaca vincendo anche questa volta il campionato alla prima occasione a bordo di una Reynard del team Walter Lechner Racing.
Nel 1987 esordisce nella Formula 3 tedesca con il team Horst Schübel Racing con la vettura numero 1, avendo come compagno di squadra Bernd Schneider che a fine stagione vincerà il titolo. Chiude il campionato al quattordicesimo posto, con dodici punti conquistati e un giro veloce. Nello stesso anno contemporaneamente prese parte come Wild card anche ad una gara del Campionato europeo di Formula 3 arrivando sedicesimo, ad una gara del Campionato svizzero di Formula 3 arrivando secondo e per la sesta ed ultima volta anche al Campionato ungherese di velocità in montagna arrivando al secondo posto.
Nell'agosto 1987, ci furono i primi contatti con la Formula 1. Nell'ambito del Gran Premio d'Ungheria svoltosi sul circuito dell'Hungaroring poche ore dopo la fine della gara, Erich Zakowski patron della scuderia Zakspeed gli diede l'opportunità di guidare una vettura di Formula 1, nella fattispecie una Zakspeed 871 usata nel Gran Premio appena terminato, divenendo così il primo pilota ungherese oltre che dei paesi del Blocco comunista dell'Europa dell'Est a guidare una vettura di F1. Quindici anni dopo fu eguagliato da Zsolt Baumgartner che riuscì a correre venti gare nella massima serie.

### La morte
Nel 1988 continuò a correre in F3 tedesca, durante una sessione di test a Norisringen la sua Dallara 388 ebbe un guasto ai freni. La macchina passò dritta al tornante, schiantandosi contro un mucchio di pneumatici a 200 km/h sfondando il guardrail dietro di esso e cadendo in un piccolo bosco sottostante alla pista, riportando diverse ferite gravi alla testa, morendo sul colpo all'età di 26 anni. Dopo la morte di Kesjár, la gara in programma il giorno successivo fu cancellata. Al rientro della salma in patria migliaia di persone parteciparono ai suoi funerali.  Riposa nel cimitero di Farkasréti a Budapest.
Mesi dopo la morte del pilota, lo stesso Zakowski capo della scuderia di F1 Zakspeed, confermò che se l'incidente a Norisring non si fosse verificato, Kesjár sarebbe stato la principale scelta per ricoprire il ruolo di secondo pilota all'interno del team per il Campionato mondiale di Formula 1 1989.